# Protosuchia
Die Protosuchia waren Reptilien aus der Verwandtschaft der Krokodile, die von der Obertrias bis zur Unterkreide weltweit verbreitet vorkamen. Es sind die primitivsten sicheren Stammlinienvertreter der Krokodile. Zu ihnen gehören alle Crocodyliformes, die näher mit Protosuchus richardsoni verwandt sind als mit dem Nilkrokodil (Crocodylus niloticus).
Fossile Überreste der Protosuchia fand man oft zusammen mit Dinosauriern in Sedimenten terrestrischen Ursprungs. Man nimmt deshalb an, dass sie eine nicht so sehr an das Wasser gebundene Lebensweise hatten wie die heutigen Krokodile.

## Merkmale
Ihr Schädel zeichnet sich durch reduzierte obere Temporal- sowie Antorbitalfenster aus. Die beiden Scheitelbeine sind miteinander verwachsen, ebenso Postorbitale und Postfrontale. Ein großer eckzahnartiger Zahn des Unterkiefers liegt bei geschlossenem Maul in einer Lücke zwischen Prämaxillare und Maxillare. Das Kiefergelenk ist reptilientypisch über das Quadratum, das einen großflächigen Kontakt zu dem an der Seite des Hirnschädels sitzenden Keilbein hat, direkt mit dem Hirnschädel verbunden. Das Keilbein ist größer als das Basioccipitale der Hirnschädelbasis, das Flügelbein ist hohl, das Gaumenbein ist Teil des gut entwickelten sekundären Gaumendachs.
Das übrige Skelett – mit Ausnahme der amphicoel geformten Wirbel (vordere und hintere Kontaktflächen der Wirbelkörper sind eingebuchtet) und der längeren Gliedmaßen – ähnelt dem der heutigen Krokodile.

## Gattungen
- Dianosuchus
- Erythrochampsa (Unterjura, Südafrika)
- Hemiprotosuchus
- Notochampsa (Unterjura, Südafrika)
- Orthosuchus (Unterjura, Südafrika)
- Protosuchus (Unterjura, Nordamerika)
- Sichuanosuchus (Unterkreide, China)
- Stegomosuchus